# Ruta Estatal de California 217

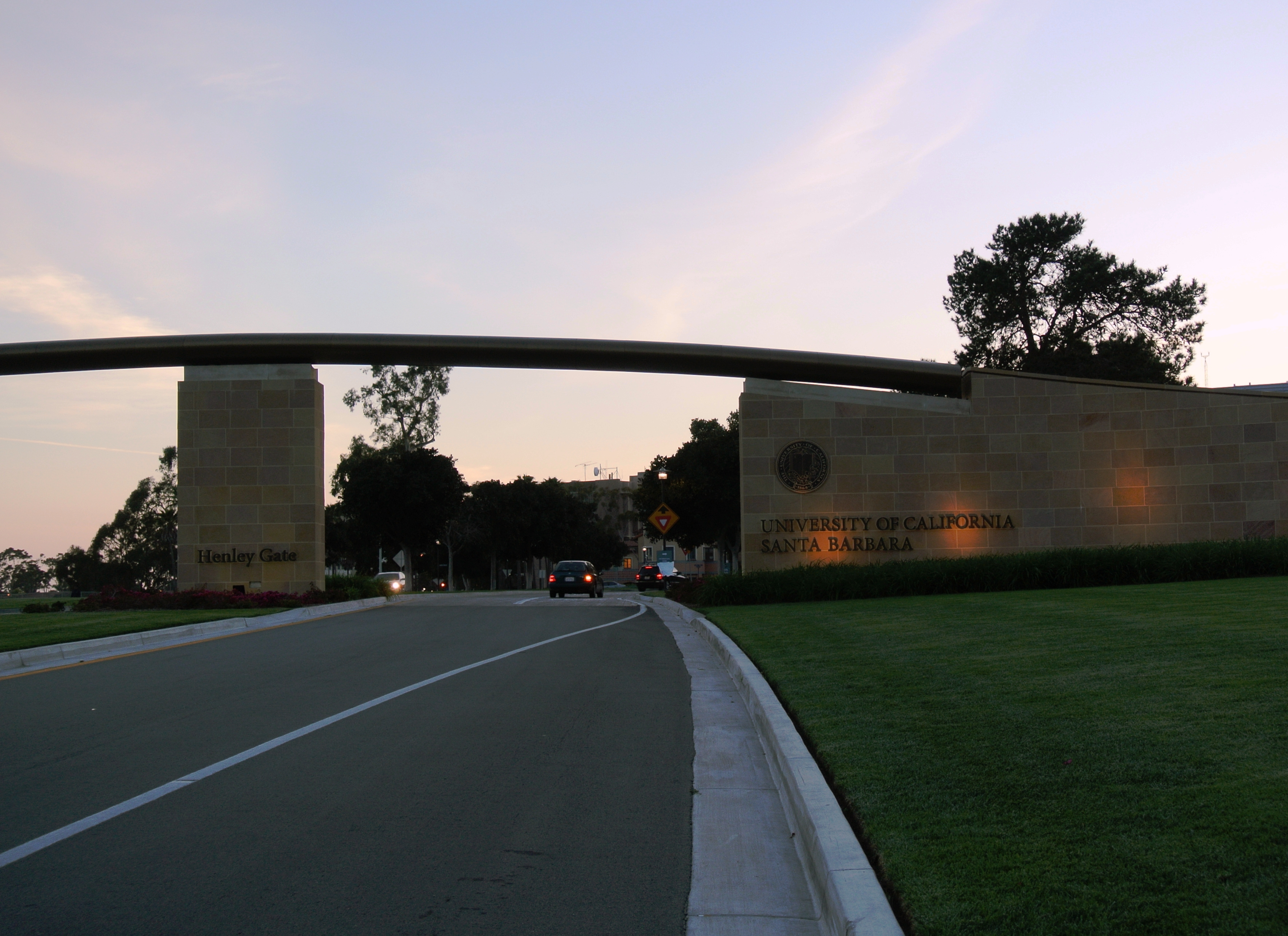
Final de la SR 217 y entrada de la Universidad de California en Santa Bárbara

La Ruta Estatal de California 217, abreviada SR 217 (en inglés: California State Route 217) es una carretera estatal estadounidense ubicada en el estado de California. La carretera inicia en el Oeste desde la Universidad de California en Santa Bárbara en sentido Este hasta finalizar en la SR 1  , US 101   en Goleta. La carretera tiene una longitud de 4,1 km (2.525 mi).

## Mantenimiento
Al igual que las autopistas interestatales, y las rutas federales y el resto de carreteras estatales, la Ruta Estatal de California 217 es administrada y mantenida por el Departamento de Transporte de California por sus siglas en inglés Caltrans.